# Gårdsjön (Hallsbergs socken, Närke)
Gårdsjön är en sjö i Hallsbergs kommun i Närke och ingår i Norrströms huvudavrinningsområde.